# Claude Dubois
Pour les articles homonymes, voir Dubois et Claude Dubois (homonymie).
Claude Dubois, né le 24 avril 1947 à Montréal (Canada), est un chanteur, guitariste et auteur-compositeur-interprète québécois. Connaissant depuis 1966 une longue et fructueuse carrière au Québec, il est surtout connu en France comme étant l'interprète de la chanson Le Blues du businessman avec son célèbre refrain « J'aurais voulu être un artiste » (extraite de la comédie musicale Starmania).

## Biographie
Claude Dubois enregistre un premier album à l'âge de douze ans avec le groupe western Les Montagnards avec J. G. Robinson et Paul Laflamme à la guitare et J. G. Deschamps à la basse. Il est âgé d'à peine dix-sept ans lorsqu'il devient le chansonnier attitré du Patriote, une boîte à chansons de Montréal. Dès 1966, il enregistre quelques titres qui connaissent divers succès (Belle famille, J'ai souvenir encore, Ma p'tite vie, Comme un million de gens). Il choisit ensuite de délaisser sa carrière au profit d'une autre passion : les voyages.
Publié sous étiquette Disques Vogue, Dubois séjourne en France (1970-1971) et enregistre son cinquième album studio Dubois, sous la direction de l'arrangeur et pianiste français François Rauber, le collaborateur de Jacques Brel ainsi que Jean-Marc Deutère et Jean-Pierre "Rolling" Azouley, à l'époque guitariste de Johnny Hallyday. Ce microsillon contient entre autres Trop près trop loin et Le Labrador. 
Influencée par les courants musicaux qui viennent principalement de la Californie, sa musique se transforme dès le début des années 1970 et prend des couleurs psychédéliques (Cerveau gelé, Quatrième dimension). De chansonnier, il devient un chanteur à l'esthétique rock, dans le sillage de Robert Charlebois et de Diane Dufresne.
En 1978, sollicité par Luc Plamondon, il joue le rôle de Zéro Janvier pour le disque de l'Opéra rock Starmania et connaît son plus grand succès en France comme interprète en chantant Le Blues du businessman(rôle qui sera créé sur scène par Étienne Chicot en 1979). Paradoxalement, ce succès éclipse le reste de son répertoire, qui reste très méconnu en Europe. La même année, il sort son album Fables d'Espace, qui contient des chansons parlant de voyages interstellaires comme Au Bout des Doigts et Vaisseau Interspacial, ainsi que le classique Chasse Galerie qui sera un grand succès pour lui. On y retrouve aussi Une Guitare Des Ondes Et Leur Machine, Enfant De L'An 2000 et finalement Salta Diabla. Il y est entouré de musiciens tels que John Wilcox le batteur du groupe Utopia de Todd Rundgren, le claviériste et guitariste britannique John Holbrook, Richard Bell aussi aux claviers qui fut un temps pianiste pour Janis Joplin ainsi que Jean-Yves Labat au synthétiseur.
En 2007, Claude Dubois réenregistre plusieurs titres en duo à Montfort avec des chanteurs et interprètes québécois et français. Patrick Bruel chante avec lui sur L'Infidèle, Céline Dion sur Si Dieu existe, Francis Cabrel sur Pas question d'aventure, Gilles Vigneault et Richard Desjardins reprennent avec lui la chanson Le Labrador, etc. L'album Duos Dubois est lancé le 7 mai 2007.
En septembre 2010, on peut voir Claude Dubois dans sa propre téléréalité sur le réseau de télévision V, Dubois en réalité. Le deuxième épisode de la série demeure inédit, Dubois ayant obtenu une injonction de la Cour supérieure du Québec pour en empêcher la diffusion. Le chanteur était en effet mécontent du montage le montrant en train de prononcer des jurons.
En 2011 et 2012, il participe à la saison 6 de la tournée à succès Age Tendre, en France.
En 2013, il participe à l'émission La Voix en tant que mentor de l'équipe de Jean-Pierre Ferland.
Fin 2016, il annonce sur le plateau de l'émission télévisée Tout le monde en parle qu'il est atteint d'un cancer de la moelle osseuse.
En 2021, sort un coffret compilation de trois disques, Dubois Solide, dont certaines chansons ont été réenregistrées, entre autres Artistes.

## Vie privée
En musique, il revient tout de même en force avec l'album Sortie Dubois en 1982, obtenant un énorme succès avec la chanson Plein de tendresse. Claude Dubois connaît une longue relation de quinze ans avec la comédienne québécoise Louise Marleau. Leur rupture en 2007 est fort médiatisée au Québec.

## Controverse
Le 28 octobre 2009, le chanteur crée la controverse lors du début de la vaccination contre la grippe H1N1. En effet, celui-ci, refusant de faire la très longue file d'attente devant l'établissement de santé, décide de la court-circuiter en convainquant une infirmière de le faire passer en priorité. Claude Dubois se défendit par la suite en prétendant qu'il avait pris rendez-vous des jours plus tôt pour recevoir un vaccin dans le cadre de son voyage, et qu'il en a donc profité pour le recevoir sans devoir attendre son tour dans la file. Or, la clinique démentit par la suite ce témoignage en affirmant qu'elle n'offrait pas de vaccin voyageur.

## Affaires judiciaires
Le 8 avril 1981, il est arrêté à Montréal et, à la suite d'un procès hautement médiatisé, est condamné à vingt-deux mois de prison pour possession et trafic d'héroïne. Il purge l'essentiel de sa peine dans une maison de désintoxication, ce qui soulève la controverse concernant un possible traitement de faveur.
En 2014, il est arrêté à Québec pour conduite avec facultés affaiblies après un test d'alcoolémie positif. La décision du juge de le condamner à une amende de 3000 USD et une suspension de permis de conduire d'un an pour ce motif crée une polémique, notamment menée par les associations de lutte contre l'alcool au volant qui estiment cette condamnation trop clémente pour quelqu'un qui en est à sa troisième infraction de ce type. Le Directeur des poursuites criminelles et pénales fait part fin janvier 2015 de son intention de faire appel de cette décision. Dubois a été finalement condamné le 19 juin 2015 à 90 jours d'emprisonnement.

## Discographie
Claude Dubois et les Montagnards :
- 1959 : Stampede canadien - Réédité en 1983 sous le titre Il Était Une Fois Claude Dubois Et Ses Montagnards.

### Albums studio
- 1966 : Claude Dubois
- 1967 : Claude Dubois
- 1972 : Tu sais
- 1972 : Dubois - Contient entre autres Le Labrador
- 1973 : Touchez Dubois
- 1974 : Claude Dubois
- 1977 : Mellow reggae Dubois
- 1978 : Fables d'espace
- 1981 : Manitou
- 1982 : Sortie Dubois (certifié disque de platine[11])
- 1983 : Implosif (certifié disque d'or)
- 1985 : Face à la musique
- 1987 : Dubois (certifié disque d'or)
- 1988 : Cadeau (réédité en 2009 avec plusieurs chansons inédites)
- 1991 : À suivre...
- 1994 : Mémoire d'adolescent
- 1996 : Gelsomina - Signé Dubois
- 2003 : Dur et tendre
- 2004 : Piano violon
- 2005 : C'est le bouquet
- 2007 : Duos Dubois
- 2008 : Dubois Par chœur (double CD)
- 2009 : The shot
- 2016 : Zampano
- 2017 : Mes racines

### Albums live
- 1980 : ...Tel quel !
- 1992 : Rencontre de rêve - Théâtre des Variétés (double CD)
- 1998 : Le live Dubois
- 2001 : Qui Chante - Enregistré live au Cabaret du Casino de Montréal, Québec.

### Compilations
- 1973 : Le Monde de Claude Dubois
- 1976 : (À planche)… ses plus grands succès
- 1981 : Profil Vol 1
- 1984 : Profil Vol II
- 1995 : Ma préférence (certifié disque d'or)
- 1995 : L'intégrale Dubois - Volume 1 à 6 (6 CD, de 1959 à 1985)
- 1997 : Dubois rock
- 1999 : L'intégrale 1959-1970 (3 CD)
- 1999 : L'intégrale 1970-1990 (3 CD)
- 2001 : Ma préférence 2 (Les Grandes Chansons)
- 2021 : Dubois solide - Coffret 3 CD

### Participation
- 1978 : Starmania - Artistes variés - Claude chante sur Le Blues du businessman

### Singles
- 1979 : Le blues du businessman (certifié disque d'or)
- 1982 : Femme de société (certifié disque d'or)

## Lauréat et nomination

### Gala de l'ADISQ
| Année | Catégorie                                                    | Pour                                              | Résultat   |
| ----- | ------------------------------------------------------------ | ------------------------------------------------- | ---------- |
| 1979  | disque de l'année / coproduction                             | Starmania (avec la troupe Starmania)              | lauréat    |
| 1979  | interprète masculin de l'année                               | Claude Dubois                                     | lauréat    |
| 1980  | interprète masculin de l'année                               | Claude Dubois                                     | nomination |
| 1981  | interprète masculin de l'année                               | Claude Dubois                                     | nomination |
| 1982  | chanson de l'année                                           | Plein de tendresse                                | lauréat    |
| 1982  | interprète masculin de l'année                               | Claude Dubois                                     | lauréat    |
| 1982  | microsillon de l'année                                       | Sortie Dubois                                     | lauréat    |
| 1982  | microsillon de l'année / auteur ou/et compositeur-interprète | Sortie Dubois                                     | lauréat    |
| 1982  | spectacle de l'année - musique et chansons                   | Sortie                                            | lauréat    |
| 1983  | interprète masculin de l'année                               | Claude Dubois                                     | lauréat    |
| 1984  | microsillon de l'année / auteur ou/et compositeur-interprète | Implosif                                          | nomination |
| 1985  | interprète masculin de l'année                               | Claude Dubois                                     | nomination |
| 1985  | microsillon de l'année / auteur-compositeur-interprète       | Face à la musique                                 | nomination |
| 1986  | auteur ou/et compositeur de l'année                          | Claude Dubois pour Un chanteur chante             | nomination |
| 1986  | chanson de l'année                                           | Un chanteur chante                                | nomination |
| 1986  | interprète masculin de l'année                               | Claude Dubois                                     | lauréat    |
| 1986  | spectacle de l'année - musique et chansons pop               | Un chanteur chante                                | nomination |
| 1986  | vidéoclip de l'année                                         | Un chanteur chante                                | nomination |
| 1987  | interprète masculin de l'année                               | Claude Dubois                                     | nomination |
| 1988  | chanson populaire de l'année                                 | Tu peux pas                                       | nomination |
| 1988  | interprète masculin de l'année                               | Claude Dubois                                     | nomination |
| 1988  | microsillon de l'année - pop/rock                            | Dubois                                            | nomination |
| 1989  | microsillon de l'année - populaire                           | Cadeau                                            | nomination |
| 1989  | spectacle de l'année - pop/rock                              | Comme un voyou                                    | nomination |
| 1998  | interprète masculin de l'année                               | Claude Dubois                                     | nomination |
| 2001  | prix hommage                                                 | Claude Dubois                                     | lauréat    |
| 2007  | album de l'année - populaire                                 | Duos Dubois                                       | lauréat    |
| 2007  | chanson populaire de l'année                                 | Laisser l'été avoir 15 ans (avec Natasha St-Pier) | nomination |
| 2008  | album de l'année - meilleur vendeur                          | Duos Dubois                                       | lauréat    |

### Prix Juno[27]
| Année | Catégorie                                         | Pour          | Résultat   |
| ----- | ------------------------------------------------- | ------------- | ---------- |
| 1985  | interprète masculin le plus prometteur de l'année | Claude Dubois | nomination |
| 2008  | Juno choix du public                              | Claude Dubois | nomination |

## Citations
Sur la situation politique du Québec (2007) et l'avènement de l'ADQ comme parti officiel de l'opposition :

« Les électeurs ont eu peur des deux autres partis. 
Le Parti libéral, parce que c'est fric et magouille. 
Le PQ, parce que son chef est homosexuel : c'est de l'étroitesse d'esprit.
Les gens n'ont pas peur de l'indépendance. 
La preuve, c'est que nous avons gagné au dernier référendum : mais on nous l'a volé ! »

Sur la polémique entourant la prise du vaccin pour la grippe A (H1N1) :

« On m’a sali. Je suis peut-être un favorisé, mais je suis un organisé. J’ai pris rendez-vous et je suis allé à mon rendez-vous. Je suis donc un dégueulasse qui prend soin de sa fille. »